# Kroyeria sphyrnae
Kroyeria sphyrnae är en kräftdjursart som beskrevs av Rangnekar 1957. Kroyeria sphyrnae ingår i släktet Kroyeria och familjen Kroyeriidae. Inga underarter finns listade i Catalogue of Life.